# Dolichopeza (Trichodolichopeza) aurantiaca
Dolichopeza (Trichodolichopeza) aurantiaca is een tweevleugelige uit de familie langpootmuggen (Tipulidae). De soort komt voor in het Afrotropisch gebied.